# Sars-Poteries
Sars-Poteries è un comune francese di 1 468 abitanti situato nel dipartimento del Nord nella regione dell'Alta Francia.

## Società

### Evoluzione demografica
Abitanti censiti